# Евгений I (папа римский)
Евгений I (лат. Eugenius PP. I; ? — 2 июня 657) — папа римский с 10 августа 654 года по 2 июня 657 года.

## Ранние годы
О раннем периоде жизни папы Евгения мало что известно. Его отец — Руффиан — был римлянином из первого авентинского округа. С молодости Евгений был известен добротой и вежливостью. Он был клириком с юности и занимал различные должности в Римской Церкви.

## Избрание
Евгений был избран папой после изгнания святого Мартина византийским императором Константом II и выказывал большее уважение к пожеланиям императора, не допускал публичной критики монофелитства и патриарха Константинопольского. Мартин был изгнан из Рима 18 июня 653 года и находился в изгнании вплоть до своей смерти в сентябре 655 года. Мало известно о том, что произошло в Риме после отъезда Мартина, но скорее всего, он управлялся протоиереем и архидиаконом.
Через год и два месяца преемник Мартину был найден в лице Евгения.

## Правление
Будучи избран папою, Евгений продолжил борьбу с монофелитами.
Одним из первых актов нового папы была отправка папских легатов в Константинополь с письмами к императору Константу II, информировавшими его об избрании папы и излагающие основы веры. Легаты привезли обратно синодальное письмо от сторонника монофелитов патриарха Петра Константинопольского (656-666). Письмо Петра оказалось написано в сложном и неясном стиле и не содержало каких-либо конкретных заявлений о сути спора с монофелитами. Когда содержимое письма было зачитано в храме святой Марии, духовенство и народ не только отвергли письмо с негодованием, но и не позволяли папе покинуть базилику, пока он не обещал, что не будет принимать его положений. Более того, Евгений предал анафеме патриарха Петра.
Византийские чиновники были столь недовольны действиями папы и римского духовенства, что угрожали изгнать Евгения, как изгнали Мартина I. Евгений был спасен от судьбы своего предшественника из-за начала войны с арабами, которые взяли Родос в 654 году и разбили Константа в морской битве при Фениксе (655). Папа благословил византийцев на борьбу с арабами.
Скорее всего, именно Евгений приветствовал молодого Святого Вильфрида по случаю его первого визита в Рим (ок. 654). В Риме Вильфрид приобрел симпатии архидиакона Бонифация, который представил его папе. Евгений "положил свою благословенную руку на голову юного раба Божия, молился за него и благословил его".
Больше ничего не известно о правлении Евгения, за исключением того, что он рукоположил 21 епископа в различных частях Европы.
Евгений I умер в 657 году от естественных причин и был похоронен в базилике Святого Петра. Католической церковью почитается как святой; день памяти — 2 июня.